# Parc d'État Robbers Cave
Le parc d'État de Robbers Cave (en français : la grotte des voleurs, en anglais : Robbers Cave State Park) est un parc d'État des États-Unis de 33 km2. Il fait partie des parcs d'État de l'Oklahoma et est situé dans le comté de Latimer, au cœur des monts Sans Bois et des rivières Fourche Maline et Sans Bois.

## Histoire

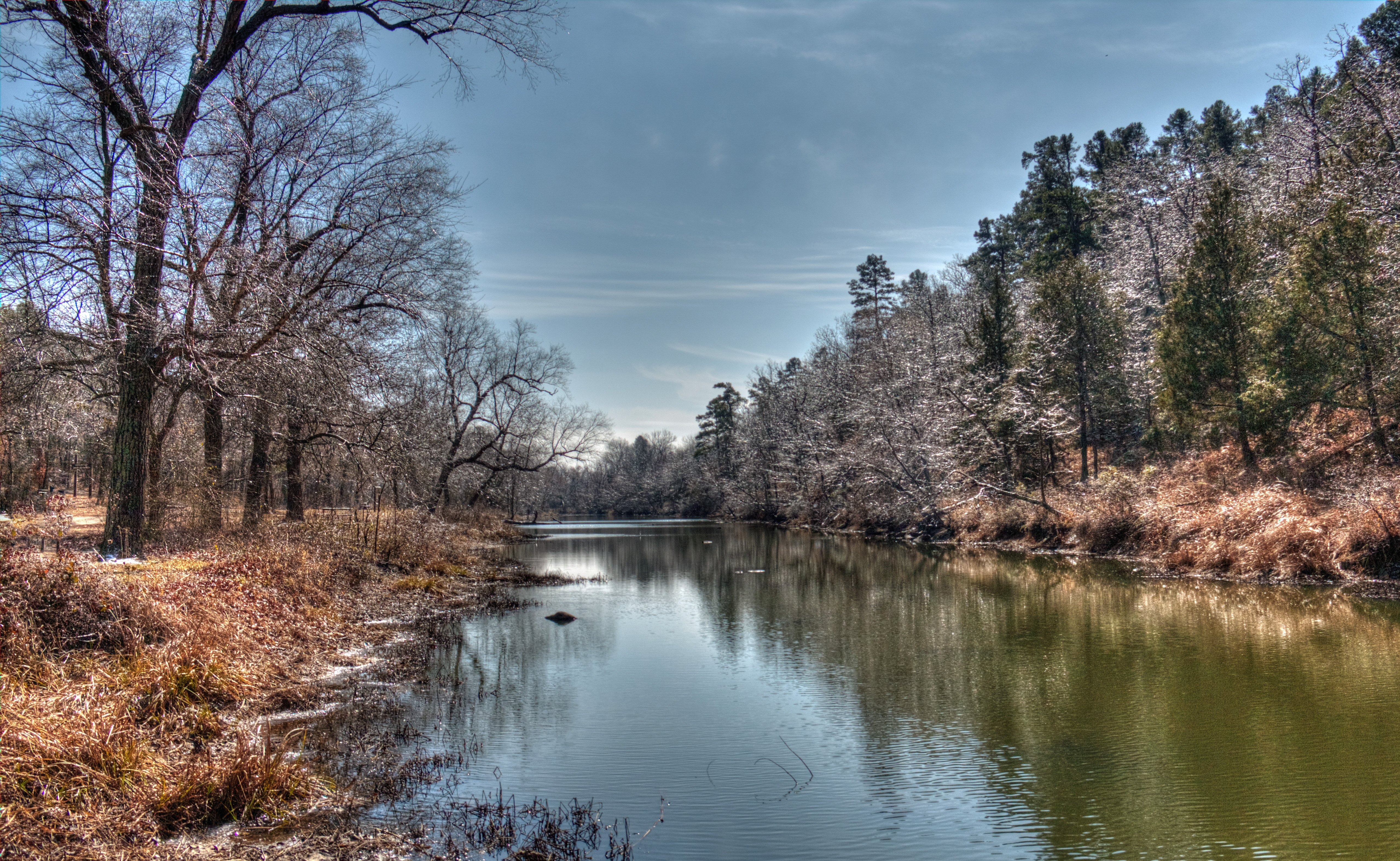
La rivière Fourche Maline dans les monts Sans Bois et le parc d'État de Robbers Cave.

Le parc d'État de Robbers Cave est situé dans la région archéologique précolombien de la civilisation du Mississippi et des Spiro Mounds. Cette civilisation s'est développée entre le IXe et le XVIIe siècle, et peut être rattachée à la culture des Mound Builders.
Après la guerre de Sécession, la région de la forêt nationale d'Ouachita et les monts Sans Bois devinrent le repaire de célèbres fugitifs hors-la-loi, tels que Jesse James, Belle Starr ou encore la bande des frères Dalton.
En 1929, Carlton Weaver, un éditeur et politicien de Wilburton, a fait don de 49 hectares de terres à proximité de la grotte des voleurs aux Boy Scouts of America pour créer un terrain de camping. Le directeur du pénitencier de l'Oklahoma utilisa les détenus qualifiés pour construire des bâtiments du camp scout à partir de pierres extraites de la roche à proximité. La nouvelle installation a été nommée Camp Tom Hale. Le camp était adjacent à une parcelle de terrain que Carlton Weaver avait loué pour créer une réserve de chasse. Il donna plus tard l'apanage de ce terrain de chasse à la Fish and Game Commission Oklahoma.
En 1933, le Civilian Conservation Corps (CCC) a été créé, supervisé par le National Park Service. Le CCC a construit un établissement de bains, des cabines et aménagé des sentiers, des camps pour des groupes, des abris et des routes. En 1937, le CCC et la Works Progress Administration (WPA) créés le lac de barrage Carlton, du nom de Carlton Weaver.
En 1987, le parc a lancé le premier festival d'automne de la Cave des Voleurs (Robbers Cave Bluegrass Festival) a débuté en 1988. En 1994, l'État de l'Oklahoma a converti l'établissement de bains en un centre de la nature. Le parc a été ajouté au registre national des lieux historiques (NR 96000489) en 2002.